# Emerput

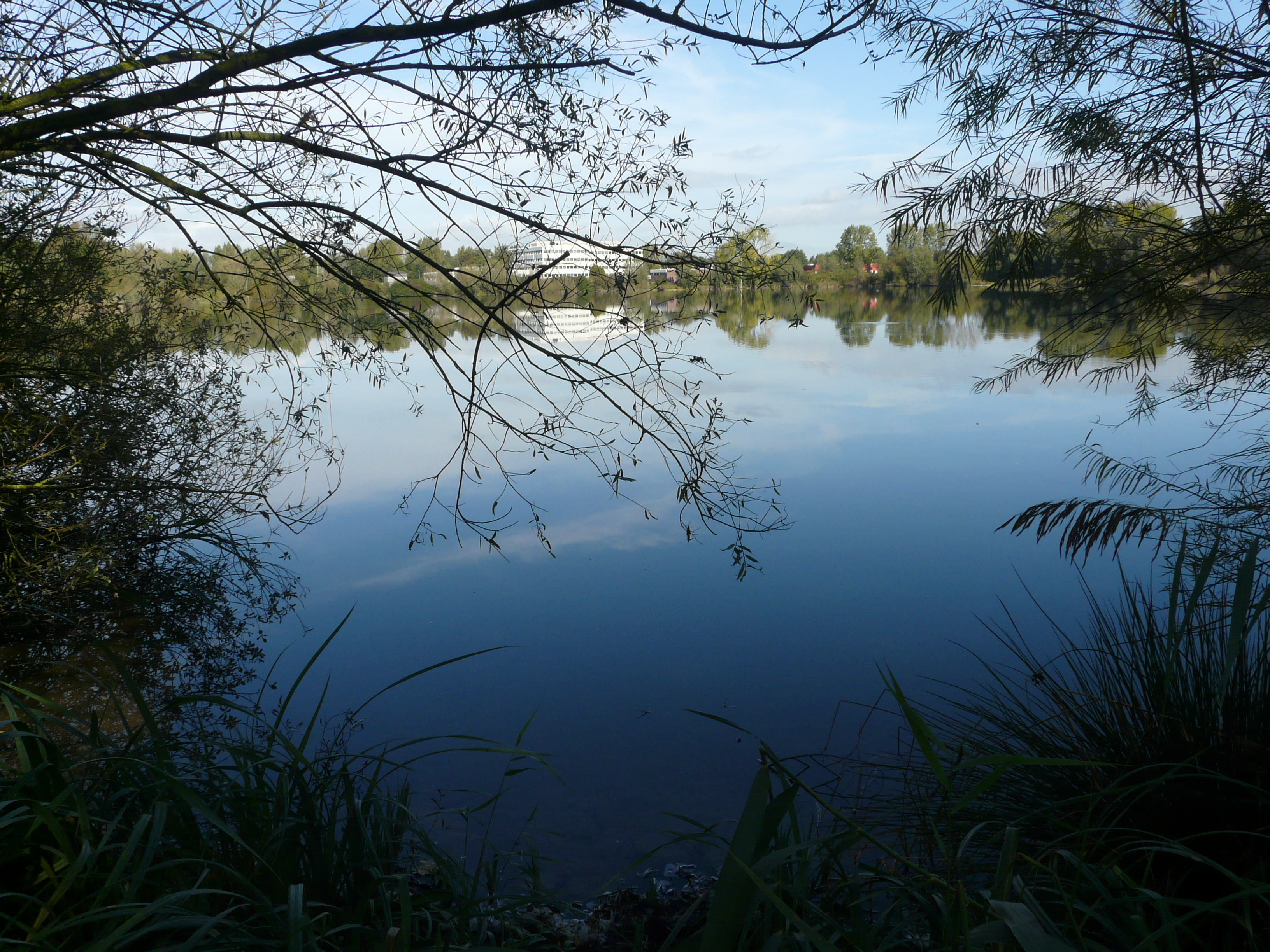
Emerput

De Emerput is een plas langs de Emerparklaan bij de wijk Gageldonk aan de zuidoostkant van de Haagse Beemden.
Hij is gegraven voor zandwinning voor aanleg van de zuidelijke rondweg. De suikerfabriek CSM maakte gebruik van de plas als bezinkput voor de suikerbietencampagne. De gemeente Breda werkt plannen uit om de Emerput terug te geven aan de natuur, om van de omgeving een parkachtige en ecologische zone te maken.
De Emerput staat onder vogelaars en natuurliefhebbers bekend als belangrijk broed- en overwinteringsgebied voor vogels.
In 1998 is aan de zuidzijde een stalen vogelkijkhut geplaatst van waaruit onder andere diverse soorten eenden, de dodaars, kuifeend, slobeend, fuut en wintertaling en meeuwen te zien zijn.
Om de Emerput heen ligt een fietspad, het Emerpad.